# All-Ireland Senior Football Championship 1955
L'All-Ireland Senior Football Championship del 1955 fu l'edizione numero 69 del principale torneo irlandese di calcio gaelico. Kerry si impose per la diciottesima volta.

## Risultati

### Connacht
| 17 luglio 1955 Finale | Mayo | 3-11 – 1-3 | Roscommon | Tuam (18.500 spett.) |

### Leinster
| Dublino 24 luglio 1955 Finale | Dublino | 5-12 – 0-7 | Meath | Croke Park |

### Munster
| 1955 Finale | Kerry | 0-14 – 2-6 | Cork |  |

### Ulster
| 31 luglio 1955 Finale | Cavan | 0-11 – 0-8 | Derry | Clones (24.800 spett.) |

### All-Ireland Championship
| Dublino 14 agosto 1955 Semifinale | Kerry | 2-10 – 1-13 | Cavan | Croke Park (41.278 spett.) |

| Dublino 21 agosto 1955 Semifinale | Dublino | 0-7 – 1-4 | Mayo | Croke Park (60.595 spett.) |

| Dublino 11 settembre 1955 Semifinale-replay | Kerry | 4-7 – 0-5 | Cavan | Croke Park (71.504 spett.) |

| Dublino 11 settembre 1955 Semifinale replay | Dublino | 1-8 – 1-7 | Mayo | Croke Park (71.504 spett.) |

| Dublino 25 settembre 1955 Finale | Kerry | 0-12 – 1-6 | Dublino | Croke Park (87.102 spett.) |